# L'Homme qui brisa ses chaînes

L'Homme qui brisa ses chaînes (The Man Who Broke 1,000 Chains) est un téléfilm américain réalisé par Daniel Mann, diffusé pour la première fois le 31 octobre 1987 à la télévision américaine.

## Synopsis
Robert Burns, un vétéran de la Première Guerre mondiale, retourne aux États-Unis mais n'arrive pas à trouver sa place dans la société. Parti chercher fortune dans le Sud, il est condamné pour vol à dix ans de travaux forcés dans un bagne de Géorgie : Chain Gang. Après son évasion, il refait sa vie à Chicago jusqu’à ce que son passé le rattrape...

## Fiche technique
- Titre : L'Homme qui brisa ses chaînes
- Titre original : The Man Who Broke 1,000 Chains
- Réalisation : Daniel Mann
- Scénario et dialogues : Mickael Campus, David Wyles d'après le roman autobiographique I Am a Fugitive from a Georgia Chain Gang de Robert E. Burns
- Musique : Charles Bernstein
- Production : Mickael Campus, Yoram Ben-Ami
  - Producteur délégué : Jan Wieringa
- Photographie : Mikael Salomon
- Montage : Diana Friedberg, Walter Hannemann, Noel Rogers
- Costumes : Charles Buehler
- Pays de production :  États-Unis
- Format : Couleurs - Mono
- Genre : comédie dramatique
- Durée : 115 min
- Dates de diffusion :
  - États-Unis : 31 octobre 1987
  - France : 1989

## Distribution
- Val Kilmer (VF : François Leccia) : Robert Eliot Burns / Eliot Roberts
- Paul Benjamin : Big Sam
- Esther Benson : Madame Burns
- Burt Conway : Monsieur Burns
- Bill Bolender : Chef Rayford du Camp #9
- Sônia Braga : Emily Del Pino Pacheco/Roberts
- Clancy Brown : le bandit armé qui vola le magasin
- Charles Carroll : l'autre bandit
- Elisha Cook Jr. : Pappy Glue prisonnier du Camp #9
- Charles Durning : Warden Hardy, Fulton County Camp #9
- John Franklin :
- Bill Gratton : le représentant de l’État de Georgie
- Billy Kane : Burley
- James Keach : le Père Vincent Godfrey Burns, frère de Robert
- Taj Mahal : un Prisonnier
- Chris Mulkey : l'avocat de Chicago
- William Sanderson : le chef Trump du Camp #9
- Kyra Sedgwick : Lillian Salo, la petite amie de Robert
- Stan Sturing : l'avocat de Robert Burns
- Billy Bob Thornton

## Commentaires
- L'Homme qui brisa ses chaînes est un remake du film Je suis un évadé (I am a Fugitive from a Chain Gang), de Mervyn LeRoy, réalisé en 1932 avec Paul Muni dans le rôle de Jim Allen.
- Comme tout film qui se respecte sur le bagne ou la prison, on retrouve ici un à un les incontournables poncifs (coups, humiliations, nourriture infâme) et les personnages typiques voire stéréotypés : le sympathique vieillard édenté, le black chanteur de blues, le maton sadique, etc., qui vont avec.

## Distinctions
- Ce téléfilm a été nommé 8 fois aux « Cable ACE Awards » (les Oscars du câble) en 1989 dont 1 remportée dans la catégorie :
  - Direction de la Photographie et/ou de la Lumière pour l’adaptation d’une œuvre littéraire ou de théâtre en film ou téléfilm : Mikael Salomon
- Nominations :
  - Acteur dans un film ou téléfilm Val Kilmer
  - Direction artistique pour l’adaptation d’une œuvre littéraire ou de théâtre en film ou téléfilm : Vincent M. Cresciman
  - Conception de costume pour l’adaptation d’une œuvre littéraire ou de théâtre en film ou téléfilm : Charles Buehler
  - Maquillage : Pamela S. Westmore
  - Film ou téléfilm : Mickael Campus (producteur exécutif/scénariste)
  - Musique originale : Charles Bernstein
  - Second rôle dans un film ou téléfilm : Charles Durning